# Karlsborg
Karlsborg est une localité de la commune de Karlsborg, dont elle est le centre administratif, dans le comté de Västra Götaland en Suède.
Sa population était de 3761 habitants en 2019.